# جوزپه پلیکانو
جوزپه پلیکانو (انگلیسی: Giuseppe Pellicanò؛ زادهٔ ۲۴ مارس ۱۹۵۴) بازیکن فوتبال اهل ایتالیا است.
از باشگاه‌هایی که در آن بازی کرده‌است می‌توان به باشگاه فوتبال فیورنتینا، باشگاه فوتبال اتلتیکو آرتزو، باشگاه فوتبال باری، و باشگاه فوتبال امپولی اشاره کرد.